# Franck Fréon
Franck Fréon (ur. 16 marca 1962 roku w Paryżu) – francuski kierowca wyścigowy.

## Kariera
Fréon rozpoczął karierę w wyścigach samochodowych w 1986 roku od startów we Francuskiej Formule Renault. Z dorobkiem czterdziestu punktów uplasował się na dziewiątej pozycji w klasyfikacji generalnej. Rok później w tej samej serii był już czwarty. W późniejszych latach pojawiał się także w stawce Niemieckiej Formuły 3, Francuskiej Formuły 3, Formuły 3000, Firestone Indy Lights Championship, 24-godzinnego wyścigu Le Mans, Brytyjskiej Formuły 2, IndyCar World Series, IMSA World Sports Car Championship, Japanese Touring Car Championship, International Sports Racing Series, Grand American Rolex Series oraz American Le Mans Series.
W Formule 3000 Francuz wystartował w czterech wyścigach sezonu 1990. Uzbierane dwa punkty dały mu dziewiętnaste miejsce w końcowej klasyfikacji kierowców.